# Filosofia de l'absurd
La filosofia de l'absurd proclama que qualsevol esforç humà per trobar un sentit a l'univers acabarà fracassant de manera irremeiable. L'esforç esdevindrà «absurd» perquè aquest sentit, almenys pel que fa a l'ésser humà, no existeix.
La filosofia de l'absurd es caracteritza així pel seu escepticisme vers tot el que envolta els principis de l'existència. És una filosofia que va lligada a l'existencialisme, tot i que no se l'hauria de confondre amb aquest. Les seves arrels es troben en el filòsof danès del segle xix Søren Kierkegaard, si bé com a concepte va néixer en el si del moviment existencialista, quan el filòsof i escriptor francès Albert Camus va trencar amb aquesta línia de pensament i va publicar l'assaig El mite de Sísif.
La destrucció provocada per la Segona Guerra Mundial va generar un ambient social que va estimular els punts de vista de l'absurd i en va permetre el seu desenvolupament, de forma especial a la devastada França.